# Почема, Филипп Евсеевич
Филипп Евсеевич Почема (11 октября 1897 года, дер. Пушкаревка, ныне Сумский район, Сумская область — 23 июня 1973 года, Москва) — советский военный деятель, генерал-майор (1944 год).

## Начальная биография
Филипп Евсеевич Почема родился 11 октября 1897 года в деревне Пушкаревка ныне Сумского района Сумской области.

## Военная служба

### Первая мировая и гражданская войны
В 1916 году был призван в ряды Русской императорской армии и направлен рядовым в 4-й отдельный тяжёлый артиллерийский дивизион (Румынский фронт), после чего принимал участие в боевых действиях в Галиции, в августе 1917 года был тяжело контужен и тогда же был демобилизован из рядов армии.
В январе 1918 года вступил бойцом в ряды 1-го Сумского красногвардейского отряда, после чего принимал участие в боевых действиях на Западном фронте против гайдамаков и германских войск в районах городов Бахмач, Конотоп, Кролевец, Новгород-Северский и хут. Михаиловский. В мае того же года в составе этого же отряда вступил в ряды в РККА в 3-й Курский стрелковый полк, в составе которого красноармейцем и младшим командиром с июня по август на Восточном фронте принимал участие в подавлении восстания Чехословацкого корпуса и в боевых действиях против войск под командованием генералов А. И. Дутова и Г. М. Семёнова. В сентябре того же года в бою под Казанью был ранен.
После излечения в октябре 1918 года был назначен на должность командира взвода 7-го Сумского Советского стрелкового полка (2-я Украинская Советская дивизия), после чего принимал участие в боевых действиях против войск под командованием С. В. Петлюры и белополяков в районах городов Суджа, Стародуб, Белгород и Харьков. В начале 1919 года Почема участвовал в боевых действиях на полтавском, кременчугском и уманском направлениях, а с июля — против войск под командованием генерала А. И. Деникина на юге Украины.
В октябре 1919 года был направлен на учёбу на 2-е Московские пехотные командные курсы, в составе которых принимал участие в боевых действиях под Петроградом против войск под командованием генерала Н. Н. Юденича, а с июля 1920 года — против войск под командованием А. И. Деникина. После окончания курсов в августе того же года был назначен на должность командира взвода 210-го стрелкового полка (24-я Самаро-Симбирская стрелковая дивизия), после чего участвовал в боевых действиях по борьбе с бандитизмом на территории Каменец-Подольской губернии.

### Межвоенное время
После окончания войны был назначен на должность командира взвода 131-го стрелкового полка (44-я стрелковая дивизия, Украинский военный округ). В мае 1924 года был направлен на учёбу в 5-ю Киевскую пехотную школу комсостава, после окончания которой в сентябре 1927 года вернулся в 131-й стрелковый полк, где служил на должностях командира взвода полковой школы и командира учебной роты.
В ноябре 1932 года был назначен на должность помощника командира роты Школы червоных старшин, дислоцированной в Харькове, а с августа 1933 года служил в 3-й Крымской стрелковой дивизии (Украинский военный округ) на должностях помощника начальника штаба 9-го стрелкового полка, начальника штаба разведывательного батальона и начальника 2-й части штаба дивизии.
В 1937 году окончил курсы усовершенствования при Разведывательном управлении РККА.
В декабре 1938 года был назначен на должность начальника 2-го отделения, в мае 1940 года — на должность помощника начальника 1-го отдела, а в декабре того же года — не должность начальника оперативного отдела штаба 2-го стрелкового корпуса, который в октябре 1939 года принимал участие в присоединении Прибалтики к СССР.

### Великая Отечественная война
С началом войны находился на прежней должности на Западном фронте. В конце июня 1941 года корпус наряду с 44-м стрелковым корпусом был передислоцирован на Минский укреплённый район, после чего вёл тяжёлые оборонительные боевые действия против 3-й танковой группы противника, в ходе которых был вынужден отступать через р. Березина в районе города Борисов и южнее, а затем за Днепр, где была организована оборона. С 10 июля корпус принимал участие в боевых действиях в ходе Смоленского сражения, а затем — в оборонительных боевых действиях на реках Сож, Судость и Десна.
В сентябре был назначен на должность заместителя начальника штаба — начальника оперативного отдела штаба 50-й армии, которая принимала участие в ходе Орловско-Брянской оборонительной операции, ведя тяжёлые боевые действия в окружении, а после выхода из которого вела боевые действия на тульском направлении.
В марте 1942 года был назначен на должность командира 290-й стрелковой дивизии, в мае того же года — на должность начальника штаба 9-го гвардейского стрелкового корпуса, а с октября исполнял должность командира этого же корпуса, который вёл боевые действия в районе города Белёв.
В ноябре был направлен на учёбу на ускоренный курс при Высшей военной академии имени К. Е. Ворошилова, после окончания которого в июне 1943 года был назначен на должность заместителя начальника, затем — на должность начальника штаба 5-й армии, а в октябре того же года — на должность начальника штаба 113-го стрелкового корпуса. Корпус принимал участие в боевых действиях в ходе Смоленско-Рославльской, Витебско-Оршанской, Минской, Гумбинненской, Инстербургско-Кенигсбергской, Кенигсбергской и Земландской наступательных операций и освобождении городов Витебск, Орша, Минск, Друскининкай, Кудиркос-Науместис, Тильзит и Кенигсберг. С 27 апреля по 8 мая 1945 года генерал-майор Почема исполнял должность командира 113-го стрелкового корпуса.
В конце мая 1945 года корпус был передислоцирован на территорию Монгольской Народной Республики и в августе — сентябре того же года принимал участие в боевых действиях в ходе Маньчжурской наступательной операции во время советско-японской войны.

### Послевоенная карьера
После окончания войны находился на прежней должности начальника штаба 113-го стрелкового корпуса (Забайкальский военный округ).
В октябре 1946 года был назначен на должность начальника штаба 20-го гвардейского стрелкового корпуса (Киевский военный округ), в августе 1947 года — на должность заместителя командира 29-го стрелкового корпуса (Северокавказский военный округ), в июне 1948 года — на должность старшего инспектора Инспекторской группы заместителя Главкома Сухопутных войск по боевой подготовке, в мае 1950 года — на должность начальника 3-го отдела Управления боевой подготовки Главного управления боевой и физической подготовки Сухопутных войск, а в декабре 1951 года — на должность начальника 7-го отдела этого же управления.
Генерал-майор Филипп Евсеевич Почема в мае 1953 года вышел в отставку. Умер 23 июня 1973 года в Москве.

## Награды
- Орден Ленина (21.02.1945[1]);
- Шесть орденов Красного Знамени (09.08.1941, 02.01.1942, 03.11.1944[1], 27.04.1945, 23.09.1945, 24.06.1948[1]);
- Орден Богдана Хмельницкого 2 степени (29.06.1945);
- Орден Отечественной войны 1 степени (28.09.1943);
- Орден Красной Звезды (28.10.1967)[2]
- Медали.